# 楊紹震
楊紹震（？—？），號湛元，直隶大名府東明縣人。

## 生平
绍震登万历二十二年（1594年）甲午科顺天乡试举人，四十一年（1613年）癸丑科進士，初任陕西朝邑县知县，调黟县，俱有异政。改国子监助教，升博士，入为户部主事，监督太仓，釐清夙弊，受知熹宗。擢通政司右参议，升右通政、通政使。历司喉舌，屡荷宠赉，题参魏璫，蹇谔著节，如《决胜实着》等疏，凡十一上，不行，遂挂冠归。

## 家族
祖父杨思智。父杨光休，孝廉。母吴氏，夫亡，教子成立，冰节脍炙人口，知县常澄旌其门。